# Amari Bailey
Amari Bailey (Nueva Orleans, Luisiana, 17 de febrero de 2004) es un baloncestista estadounidense que pertenece a la plantilla de los Iowa Wolves de la G League. Con 1,91 metros de estatura, juega en la posición de escolta.

## Trayectoria deportiva

### Instituto
Nació en New Orleans, creció en Chicago, y se mudó a Los Ángeles a jugar en el instituto Sierra Canyon School en Chatsworth.
Como freshman ayudó al equipo a conseguir el título estatal.
Cómo júnior, promedió 29,2 puntos, 9,1 rebotes y 6,5 asistencias por encuentro, siendo nombrado  California Mr. Basketball entre otros premios.

### Universidad
Jugó una temporada con los Bruins de la Universidad de California en Los Ángeles, en las que promedió 11,2 puntos, 3,8 rebotes, 2,2 asistencias y 1,1 robos de balón por partido. Esa temporada fue incluido en el mejor quinteto freshman de la Pac-12 Conference. A,l término de la misma, se declaró elegible para el draft de la NBA, renunciando a su elegibilidad universitaria restante.

#### Estadísticas
| Año     | Equipo | PJ | PT | MPP  | %TC  | %3P  | %TL  | RPP | APP | ROB | TPP | PPP  |
| ------- | ------ | -- | -- | ---- | ---- | ---- | ---- | --- | --- | --- | --- | ---- |
| 2022–23 | UCLA   | 30 | 28 | 26.9 | .495 | .389 | .698 | 3.8 | 2.2 | 1.1 | .3  | 11.2 |

### Profesional
Fue elegido en la cuadragesimoprimera posición del Draft de la NBA de 2023 por los Charlotte Hornets. El 4 de julio de 2023 firmó un contrato dual con los Hornets y su filial en la G League, los Greensboro Swarm.
El 21 de sepiembre de 2024 firmó con los Brooklyn Nets, pero fue despedido sin llegar a debutar el 19 de octubre. Una semana más tarde firmaría con su filial, los Long Island Nets.
El 30 de diciembre de 2024 fue traspasado a los Iowa Wolves en un intercambio de tres equipos que involucró a los Stockton Kings, los que recibieron a Chasson Randle de Iowa y a Long Island adquiriendo a Drew Timme de Stockton.

## Estadísticas de su carrera en la NBA

### Temporada regular
| Año     | Equipo    | PJ | PT | MPP | %TC  | %3P  | %TL  | RPP | APP | ROB | TPP | PPP |
| ------- | --------- | -- | -- | --- | ---- | ---- | ---- | --- | --- | --- | --- | --- |
| 2023-24 | Charlotte | 10 | 0  | 6.5 | .333 | .125 | .857 | .9  | .7  | .3  | .0  | 2.3 |
| Total   | Total     | 10 | 0  | 6.5 | .333 | .125 | .857 | .9  | .7  | .3  | .0  | 2.3 |